# Ustašovci
Ustaše, také známí jako Ustašovci, byla chorvatská fašistická a ultranacionalistická organizace hlásící se ke katolictví, aktivní jako jedna organizace v letech 1929 až 1945, formálně známá jako Ustašovci – Chorvatské revoluční hnutí (Hrarvatski revolucionni pokrečni). Od svého vzniku a před druhou světovou válkou se organizace zabývala řadou teroristických aktivit proti Království Jugoslávie, včetně spolupráce s VMRO na zavraždění jugoslávského krále Alexandra I. v roce 1934. Během druhé světové války v Jugoslávii Ustašovci pokračovali v holokaustu a genocidě proti jejímu židovskému, srbskému a romskému obyvatelstvu, přičemž zabili stovky tisíc Srbů, Židů, Romů a také muslimských a chorvatských politických disidentů.
Ideologie hnutí byla směsí fašismu, římského katolicismu a chorvatského ultranacionalismu. Ustašovci podporovali vytvoření Velkého Chorvatska, které by překlenulo řeku Drinu a rozšířilo se až k hranici Bělehradu. Cílem bylo vytvořit samostatný chorvatský stát jako odpověď na srbskou hegemonii a utlačování. Ideově se snažili ustašovci odkázat na politický program Ante Starčeviće a Strany práva z konce 19. století. Hnutí obhajovalo rasově „čisté“ Chorvatsko a propagovalo genocidu proti Srbům – kvůli protisrbskému cítění Ustašů – a holokaust proti Židům a Romům prostřednictvím nacistické rasové teorie a pronásledování antifašistických nebo disidentských Chorvatů a Bosňáků. Ustašovci považovali Bosňáky za „muslimské Chorvaty“ a v důsledku toho nebyli Bosňáci pronásledováni na základě rasy. Bosenské muslimy začalo hnutí protežovat, dokonce jako „nejčistší složku chorvatského národa. Ustašovci vyznávali římský katolicismus a islám jako náboženství Chorvatů a odsuzovali pravoslaví, které bylo hlavním náboženstvím Srbů. Římský katolicismus byl ztotožňován s chorvatským nacionalismem, zatímco islám, který měl v Bosně a Hercegovině velké množství následovníků, byl Ustašovci chválen jako náboženství, které „zachovává pravou krev Chorvatů“.
Tato organizace byla založena na začátku 30. let v Itálii jako nacionalistická organizace, která usilovala o vytvoření samostatného chorvatského státu. Před druhou světovou válkou fungovala jako teroristická organizace. Zprvu získávali příznivce v zemích, kam se uchýlila chorvatská emigrace, především v Itálii, která tento režim podporovala, neboť si od něj slibovala rozvrat Jugoslávie. V takové situaci by byli schopní italští fašisté získat zpět území, kterých se museli po první světové válce zříci. Po invazi do Jugoslávie v dubnu 1941 se Ustašovci dostali k moci, když byli jmenováni vládnout části Jugoslávie okupované Osou jako Nezávislý stát Chorvatsko (NDH), kvaziprotektorátní loutkový stát založený fašistickou Itálií a nacistickým Německem. Jejím vojenským křídlem se v novém státě stala Ustašovská milice (chorvatsky Ustaška vojnica).
Ustašovský režim byl vojensky slabý a nikdy nedokázal mezi Chorvaty získat významnou podporu. Proto byl teror jejich prostředkem k ovládání „etnicky nesourodé“ populace. Ustašovský režim byl zpočátku podporován některými částmi chorvatského obyvatelstva, které se v meziválečném období cítilo utlačované Srby vedenou Jugoslávií, ale jejich brutální politika rychle odcizila mnoho obyčejných Chorvatů a vedla ke ztrátě podpory, kterou získali vytvořením chorvatského národního státu. Koncentrační tábor v Jasenovaci byl i některými nacistickými důstojníky považován za hrůzné místo. Odhaduje se, že v táboře zahynulo na 100 000 lidí.
S německou kapitulací, koncem druhé světové války v Evropě a nastolením socialistické Jugoslávie v roce 1945 se ustašovské hnutí a jejich stát totálně zhroutily. Mnoho členů ustašovské milice a chorvatské domácí gardy, kteří následně uprchli ze země, bylo zajato jako váleční zajatci a vystaveni nuceným pochodům a popravám během repatriací v Bleiburgu. Různé podzemní a exilové nástupnické organizace vytvořené bývalými členy Ustaše, jako křižáci a chorvatské osvobozenecké hnutí, se pokusily pokračovat v hnutí s malým úspěchem.

## Název
Slovo ustaša je odvozeno od chorvatského slovesa ustati (povstat, vzbouřit se) a znamená povstalec, vzbouřenec, rebel. V chorvatštině je to jednotné číslo mužského rodu, plurál zní ustaše. Vzhledem k historickým souvislostem je dnes slovo „ustaša“ v chorvatštině užíváno výhradně pro příslušníka této nacionalistické organizace. Pro povstalce obecně Chorvaté užívají slova „ustanik“.

## Etnická a náboženská perzekuce

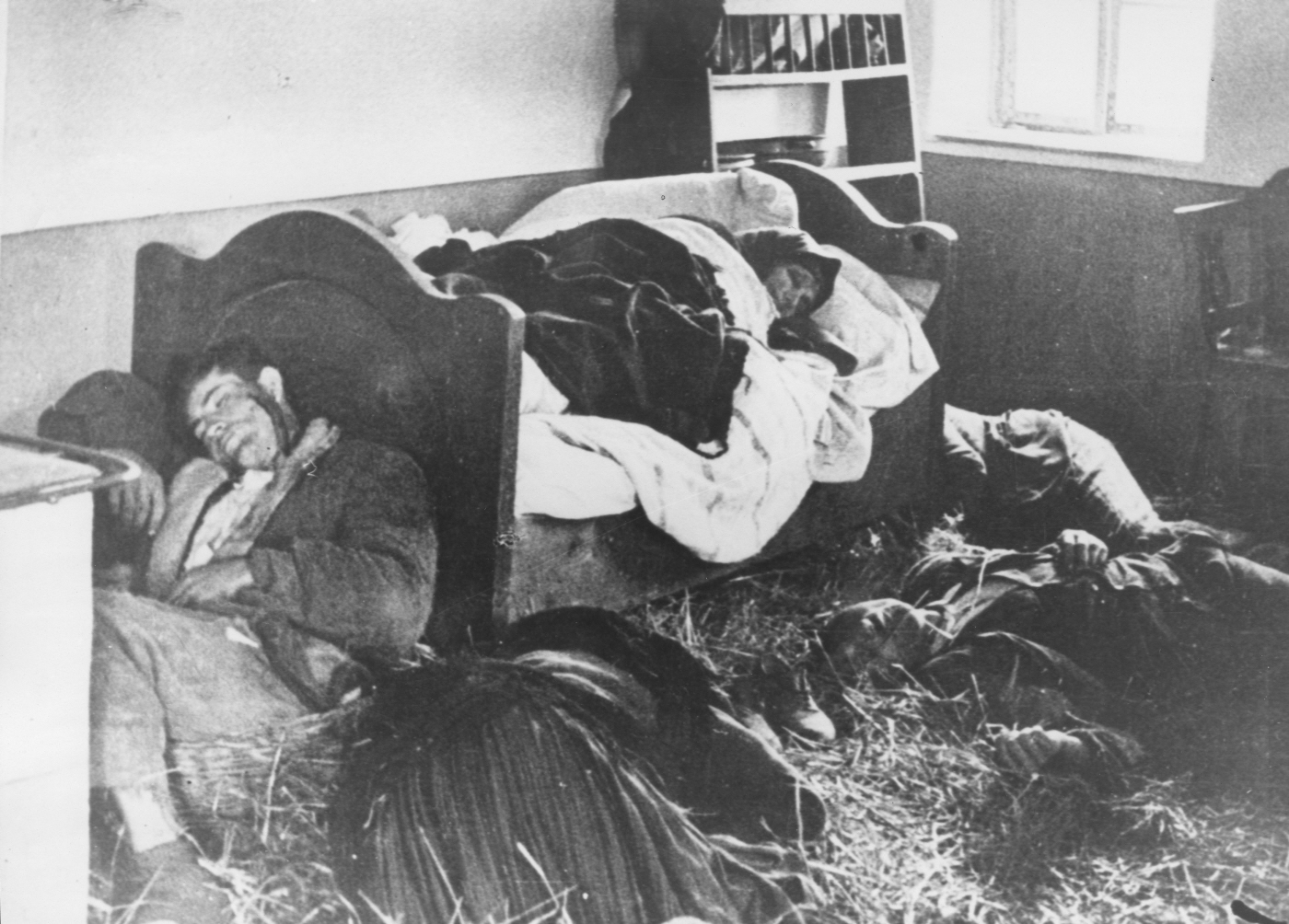
Celá srbská rodina leží vyvražděna ve svém domě po nájezdu Ustašovských milicí v roce 1941.

Ustašovci zamýšleli vytvořit etnicky „čisté“ Chorvatsko a za největší překážku tohoto cíle považovali Srby žijící v Chorvatsku a Bosně a Hercegovině. Ustašovští ministři Mile Budak, Mirko Puk a Milovan Žanić v květnu 1941 prohlásili, že cílem nové ustašovské politiky je etnicky čisté Chorvatsko. Strategie k dosažení jejich cíle byla:
1. Jedna třetina Srbů by měla být zabita
2. Třetina Srbů by měla být vypovězena
3. Jedna třetina Srbů by měla být násilně konvertována ke katolicismu

Vláda NDH spolupracovala s nacistickým Německem na holokaustu a prováděla svou vlastní verzi genocidy proti Srbům, Židům a Romům (alias „cikánům“) uvnitř svých hranic. Státní politika vůči Srbům byla poprvé deklarována slovy Milovana Žaniće, ministra Legislativní rady NDH, dne 2. května 1941:
„Tato země může být pouze chorvatskou zemí a neexistuje žádná metoda, kterou bychom váhali použít, abychom ji učinili skutečně chorvatskou a očistili ji od Srbů, kteří nás po staletí ohrožovali a kteří nás ohrozí znovu, pokud dostanou příležitost.

Ustašovci uzákonili rasové zákony podle vzoru Třetí říše, která pronásledovala Židy, Romy a Srby, kteří byli kolektivně prohlášeni za nepřátele chorvatského lidu. Srbové, Židé, Romové a chorvatští či bosenští disidenti včetně komunistů byli internováni v koncentračních táborech, z nichž největší byl Jasenovac. Do konce války Ustašovci pod vedením Paveliće zabili odhadem 30 000 Židů a 26 000–29 000 Romů, zatímco počet srbských obětí se pohybuje od 200 000 do 500 000, přičemž historici obecně uvádějí 300 000 až 350 000 úmrtí.

### Masakry srbských civilistů
Kromě masového zabíjení v koncentračních táborech spáchali Ustašovci mnoho masakrů civilistů přímo v poli. K prvnímu masovému zabíjení Srbů došlo 30. dubna 1941, kdy Ustašovci shromáždili a zabili 196 srbských vesničanů v Gudovaci. Brzy následovalo mnoho dalších masakrů, včetně míst jako Blagaj, Glina, Korita, Nevesinje, Prebilovci, Metković, Otočac, Vočin, Šargovac atd. Takto popsal chorvatský katolický biskup z Mostaru Alojzije Mišić masové zabíjení srbských civilistů jen v jedné malé oblasti Hercegoviny, právě během prvních 6 měsíců války:
Lidé byli zajati jako zvěř. Masakrováni, zabíjeni, zaživa házeni do propasti. Ženy, matky s dětmi, mladé ženy, dívky a chlapci byli házeni do jam. Místostarosta Mostaru p. Baljić, mohamedán, veřejně prohlašuje, i když jako úředník by měl mlčet a nemluvit, že jen v Ljubinje 700 schizmatiků [tj. srbských ortodoxních křesťanů] bylo vhozeno do jedné jámy. Šest plných vagónů žen, matek a dívek, dětí mladších 10 let, bylo odvezeno z Mostaru a Čapljiny do stanice Šurmanci, kde byly vyloženy a odvezeny do kopců, přičemž živé matky a jejich děti byly svrženy ze skály. Všichni byli shozeni a zabiti. Ve farnosti Klepci bylo z okolních vesnic zabito 3700 schizmatiků. Ubohé duše, byli klidní. Nebudu dále vyjmenovávat. Zašel bych příliš daleko. Ve městě Mostar byly stovky svázány, vyvezeny za město a zabity jako zvířata.

#### Německé zprávy o ustašovských masakrech
Němečtí důstojníci v Chorvatsku a Bosně opakovaně vyjadřovali znechucení nad masovým zabíjením Srbů Ustašovci, používali slova jako „vraždění“, „zvěrstva“, „řezničina“ a „teror“, přičemž uváděli stovky tisíc obětí. Tak si major Walter Kleinenberger, důstojník 714. divize, stěžoval, že brutalita ustašovců „byla v rozporu se všemi civilizačními zákony. Ustašovci vraždili bez výjimky muže, ženy a děti“. Německý kapitán Konopatzki nazval vraždění srbských civilistů ve východní Bosně ustašovskou černou legií „novou vlnou masakrování nevinných“. Ustašovské „velkoobchodní řeznictví“ (Abschlachtung) Srbů v Sreme, v Srbsku okupovaném ISC, vyvolalo německé obavy ze srbských povstání. Podplukovník von Wedel napsal, že v západní Bosně Ustašovci zabíjely ženy a děti „jako dobytek“ v sérii „bestiálních poprav“. Takto popsal Hitlerův zmocněnec v Chorvatsku, generál von Horstanau, následky masakru spáchaného dozorci koncentračního tábora Jasenovac v nedaleké vesnici:
V Crkveni Boku, nešťastném místě, nad kterým se pod vedením ustašovského podplukovníka sneslo asi pět set 15- až 20letých hrdlořezů, lidé byli všude zabíjeni, ženy znásilňovány a pak umučeny, děti zabíjeny. Viděl jsem v řece Sávě mrtvolu mladé ženy s vydlabanýma očima a kůlem zaraženým do jejích sexuálních partií. Této ženě bylo nanejvýš dvacet let, když padla do rukou těchto monster. Všude kolem prasata požírala nepohřbené lidské bytosti. „Šťastní“ obyvatelé byli přepravováni v děsivých nákladních vagonech; mnoho z těchto nedobrovolných „cestujících“ si podřezalo žíly během transportu do tábora [Jasenovac]“

## Pozdrav a jeho historické konotace

Ramenní nášivka chorvatského devátého batalionu z dob občanské války v Jugoslávii

Ustašovci se zdravili tzv. „římským (či árijským) pozdravem“, zdviženou pravicí, přičemž jejich heslem bylo „Za dom spremni!“ (Pro vlast připraveni).
Tento pozdrav byl hojně užíván v chorvatském nacionalistickém hnutí v 90. letech v době války v Jugoslávii. Dnes jej běžně užívají chorvatští fotbaloví hooligans. Podle některých jiných zdrojů však nejde o původně ustašovský pozdrav. Ve fotbalovém světě vzbudil ohlas případ fotbalisty Josipa Šimuniće na mistrovství světa ve fotbale 2014 po zápase proti Islandu. Pozdrav zazněl také v písni Marko Perkoviće, kterou zpívali chorvatští fotbalisté za přítomnosti chorvatské prezidentky Kolindy Kitarovićové po vítězství nad Ruskem na Mistrovství světa ve fotbale 2018.

## Text přísahy
Přísaha člena Ustaše zněla takto:
| „ | Zaklinjem se Bogom svemogućim i svime, što mi je sveto, da ću se držati ustaških načela i pokoravati se propisima te bezuslovno izvršavati sve odredbe Poglavnika, da ću svaku povjerenu mi tajnu najstrože čuvati i nikome ništa odati. Zaklinjem se, da ću se u ustaškim redovima boriti za izvojevanje samostalne države Hrvatske i sve učiniti, što mi Poglavnik naloži. Zaklinjem se, da ću jedanput izvojevanu hrvatsku državnu samostalnost i hrvatsku narodnu slobodu u ustaškim redovima čuvati i braniti. Ako se ogriješim o ovu prisegu, svjestan si svoje odgovornosti za svaki svoj čin i propust, ima me po ustaškim propisima stići kazna smrti. Tako mi Bog pomogao! Amen! | “ |
| — | |   |

Překlad:
| „ | Zapřísahám se Bohu Všemohoucímu a všemu, co je mi svaté, že se budu držet ustašovských zásad a podřizovat se ustanovením, jakož i bezpodmínečně plniti všechny předpisy Poglavnika, že budu každou tajnou informaci mně svěřenou nejpřísněji tajit a nikomu nic neprozradím. Zapřísahám se, že budu v souladu s ustašovskými řády bojovat za rozvoj samostatného chorvatského státu a učiním vše, co mi Poglavnik přikáže. Zapřisahám se, že budu vždy střežit a bránit jednou vyhranou chorvatskou státní samostatnost a svobodu chorvatského lidu v souladu s ustašovskými řády. Pokud se proviním proti této přísaze, jsem si vědom své odpovědnosti za každý čin i selhání a také toho, že mne podle ustašovských předpisů čeká trest smrti. K tomu mi dopomáhej Bůh! Amen. | “ |